# Баптист, Алекс
Александр Аарон Джон «Алекс» Баптист (англ. Alexander Aaron John Baptiste; 31 января 1986, Саттон-ин-Эшфилд, Ноттингемшир) — английский футболист, защитник.

## Клубная карьера

### «Мансфилд Таун»
Алекс начал заниматься футболом в академии местного клуба «Мансфилд Таун». Первоначально выступал на позиции центрального полузащитника, затем стал играть защитника. 17 апреля 2003 года дебютировал в главной команде «Мансфилда» в домашней встрече Второго дивизиона против «Барнсли» (0:1).
12 декабря 2003 года на правах месячной аренды присоединился к клубу Национальной Конференции «Тамуэрт», в составе которого принял участие в 4 играх. 7 февраля 2004 года был арендован другим клубом Конференции — «Бертон Альбион», за который сыграл 3 матча.
Вернувшись в марте из аренды, в оставшейся части сезона 2003/2004 Баптист закрепился в составе «Мансфилда» на позиции центрального защитника и на протяжении последующих пяти сезонов был основным игроком команды. Летом 2007 года он подписал с клубом новый 3-летний контракт, несмотря на активный интерес со стороны «Кру Александра».
По итогам сезона 2007/2008 «Мансфилд» вылетел из Лиги Два и Баптист подал прошение о трансфере, которое было удовлетворено.

### «Блэкпул»
1 июля 2008 года защитник подписал двухлетний контракт с представителем Чемпионшипа «Блэкпулом». Первоначально выступал резервный состав, а за первую команду дебютировал 22 ноября 2008 года во встрече против «Вулверхэмптон Уондерерс» (0:2). 14 февраля 2009 года забил свой первый гол за «мандариновых» в гостевой игре против «Ипсвич Таун» (1:1), благодаря чему попал в Символическую сборную тура.
В начале сезона 2009/10 Баптист утвердился в роли основного защитника команды и в январе 2010 года продлил контракт с «Блэкпулом» до июня 2013 года. Проведя по итогам сезона 45 матчей и забив 3 мяча, Алекс помог «мандариновым» выиграть плей-офф Чемпионшипа и впервые выйти в Премьер-Лигу.
14 августа 2010 года Баптист отметился голом в дебютной игре Премьер-Лиги против «Уиган Атлетик» и помог «Блэкпулу» добиться разгромной победы со счётом 4:0. Несмотря на вылет из Премьер-Лиги по итогам сезона, защитник продолжил выступать за «мандариновых».
В сезоне 2011/12 Баптист имел возможность вернуться в Премьер-Лигу, однако «Блэкпул» в финале плей-офф уступил «Вест Хэм Юнайтед» (1:2).

### «Болтон Уондерерс»
1 июля 2013 года Баптист в качестве свободного агента заключил 3-летний контракт с клубом «Болтон Уондерерс». Дебютировал 3 августа в гостевой встрече против «Бёрнли» (1:1). Первый гол забил 31 августа в проигранном матче против «Блэкберна» (1:4).

#### Аренда в «Блэкберн Роверс»
11 июля 2014 года на правах аренды до конца сезона присоединился к «Блэкберн Роверс». Дебютный матч в составе «Роверс» сыграл 8 августа против «Кардифф Сити» (1:1).

### «Мидлсбро»
6 июля 2015 года перешёл в «Мидлсбро», заключив контракт сроком на 3 года. 11 июля, в первой же предсезонной игре против «Йорк Сити» Баптист получил двойной перелом ноги и выбыл из строя на 6 месяцев".
Первый официальный матч в составе «Боро» провёл 24 августа 2016 года в Кубке Лиги против «Фулхэма» (1:2).

#### Аренда в «Шеффилд Юнайтед»
1 марта 2016 года для получения игровой практики Баптист до конца сезона был отправлен в аренду в клуб Лиги Один «Шеффилд Юнайтед».

#### Аренда в «Престон»
31 августа 2016 года на правах сезонной аренды Алекс присоединился к клубу Чемпионшипа «Престон Норт Энд».

### «Куинз Парк Рейнджерс»
7 августа 2017 года по обоюдному согласию расторг контракт с «Мидлсбро» и подписал двухлетнее соглашение с клубом «Куинз Парк Рейнджерс», воссоединившись с главным тренером Ианом Холлоуэем, с которым работал в «Блэкпуле».

## Достижения
- Победитель плей-офф Футбольной лиги Англии: 2009/10